# فيونا غالواي
فيونا باتريشيا غالواي (بالإنجليزية: Fiona Patricia Galloway)‏ (مواليد 18 أكتوبر 1966) هي لاعبة ملاحة شراعية نيوزلندية. شاركت في منافسات الملاحة الشراعية في الألعاب الأولمبية الصيفية 1988.

## روابط خارجية
- فيونا غالواي على موقع أوليمبيديا (الإنجليزية)